# STS-50
STS-50 var Columbias 12. rumfærge-mission, der blev opsendt den 25. juni 1992 og vendte tilbage den 9. juli 1992. Det var en spacelab-mission med fokus på bioteknologi og væskefysik.
Columbia landede for første gang på Kennedy Space Center pga. dårligt vejr på Edwards Air Force Base.

## Besætning
- Richard Richards (kaptajn)
- Kenneth Bowersox (pilot)
- Bonnie Dunbar (1. missionsspecialist)
- Ellen Baker (2. missionsspecialist)
- Carl Meade (3. missionsspecialist)
- Lawrence DeLucas (1. nyttelastspecialist)
- Eugene Trinh (2. nyttelastspecialist)

## Missionen
- Spacelab med eksperimenter

Hovedartikler: